# Umbilicus horizontalis
Umbilicus horizontalis är en fetbladsväxtart som först beskrevs av Giovanni Gussone, och fick sitt nu gällande namn av Dc.. Umbilicus horizontalis ingår i släktet navelörter, och familjen fetbladsväxter. Utöver nominatformen finns också underarten U. h. intermedius.

## Bildgalleri

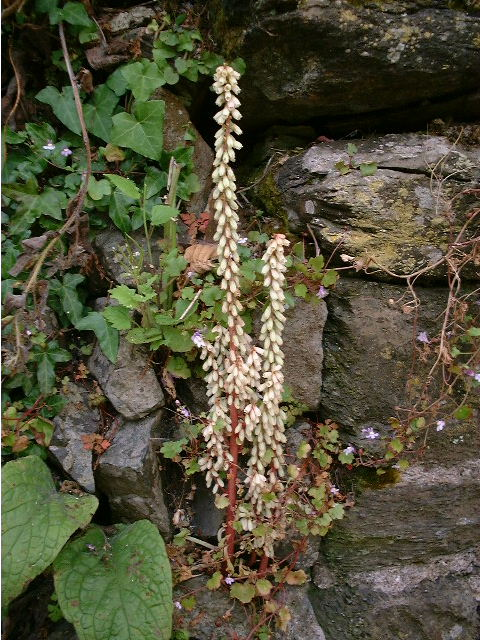
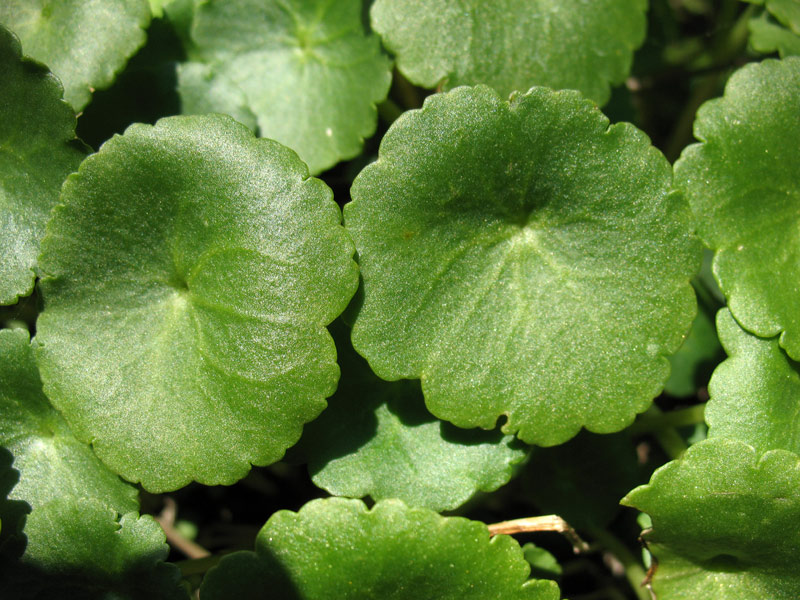